# Грант (округ, Арканзас)
Грант (англ. Grant County) — округ, расположенный в штате Арканзас (англ. Arkansas). Население — 16 464 человек (2000). Административный центр — Шеридан (англ. Sheridan).
Округ был образован 4 февраля 1869 года и назван в честь Улисса Гранта. Входит в число так называемых сухих округов (англ. dry county) - округов, где запрещено употребление алкоголя.

## География и климат
По данным Бюро переписи США, общая площадь округа равняется 1 639 км², из которых 1 637 км² суша и 3 км² или 0,2 % это водоемы.

### Автомагистрали
- U.S. Highway 167
- U.S. Highway 270
- Highway 35
- Highway 46

### Прилегающие округа
- Салин, штат Арканзас — на севере
- Пьюласки, штат Арканзас — на северо-востоке
- Джефферсон, штат Арканзас — на востоке
- Кливленд, штат Арканзас — на юго-востоке
- Даллас, штат Арканзас — на юге
- Хот-Спринг, штат Арканзас — на западе

## Демография
По итогам переписи населения 2000 года, в округе проживало 16 464 человека, 4 241 домашнее хозяйство и 4 780 семей. Плотность населения составила 26 человек на квадратную милю (10 человек на км²). В округе находилось 6 960 единиц жилья при средней плотности 11 единиц жилья на квадратную милю (4 единицы на км²). Расовый состав населения округа — 95,55 % белых, 2,47 % афроамериканцев, 0,45 % коренных американцев, 0,13 % азиатов, 0,03 % жителей тихоокеанских островов, 0,64 % жителей прочих рас и 0,73 % жителей смешанных рас. Испаноязычные или жители латиноамериканского происхождения составляют 1,15 % от общей численности населения.
В округе 6 241 домашнее хозяйство, из них 35,6 % имели детей в возрасте до 18 лет, 64,7 % — состояли в браке и жили совместно, 8,5 % — женщины-одиночки, а 23,4 % — не имели семей. 20,4 % всех домохозяйств состоят из одного человека, 9 % — лица старше 65 лет, живущие в одиночку. Средний размер домохозяйства — 2,61 человека, а средний размер семьи — 3 человека.
Возрастной состав населения города — 25,9 % жителей в возрасте до 18 лет, 8 % — от 18 по 24, 29,6 % — от 25 до 44 лет, 24,3 % — от 45 до 64 лет и 12,2 % — 65 лет и старше. Средний возраст составил 37 лет. На каждые 100 женщин приходилось 98,5 мужчины. На каждые 100 женщин возрастом старше 18 лет приходилось 96,3 мужчины.
Среднегодовой доход домашних хозяйств в городе составил $ 37 182, а среднегодовой доход семей — $ 42 901. У мужчин среднегодовой доход составляет $ 31 842 против $ 22 098 для женщин. Среднегодовой доход на душу населения в городе составил $ 17 547. 7,8 % семей и 10,2 % населения находились ниже черты бедности, в том числе 12,5 % — лица в возрасте до 18 лет и 13 % — лица старше 65 лет.

## Города и населённые пункты
- Леола
- Пойен
- Пратсвилл
- Шеридан
- Талл